# Juan de Fécamp
Juan de Fécamp, conocido también como Juan de Ravena o Juan de Allie (1028 - 22 de febrero de 1078), fue un teólogo y religioso benedictino, segundo abad del monasterio de Fécamp. Es uno de los autores espirituales más destacados dentro de la reforma cluniacense y según Dom André Wilmart O.S.B. el más notable del siglo XI. Apodado en francés como Jeannelin (en latín: Ioannelinus), el pequeño Juan.

## Biografía
No se sabe exactamente dónde, pero sí se sabe que nació en la región de Rávena, y que fue de la mano de Guillermo de Volpiano, del cual dicen algunos autores era sobrino, como entró en la Historia. Pero se ha demostrado que no era así. Como discípulo suyo fue acompañando a su maestro Guillermo de Volpiano, en la reforma cluniacense de la orden benedictina. Primero oblato, después profesaría sus votos monásticos para terminar siendo ordenado sacerdote en San Benigno de Dijon. Se subscribió a la carta fundacional de la abadía de Fruttuaria. De esta forma es como arribó en la abadía de Fécamp, de la cual Guillermo de Volpiano sería abad, siendo nombrado prior e la misma. A la muerte de Guillermo, Juan de Rávena, ya Juan de Fécamp, fue nombrado su segundo abad elegido por el propio Guillermo y consagrado por el obispo de Avranches Huguo, según el deseo de Roberto el Magnífico.

## Abad de Fécamp
Juan de Fécamp, durante  su cargo de abad, llevó a cabo una peregrinación a Tierra Santa donde sería hecho prisionero. Se trata de un hombre dedicado a la reforma monástica, que promovió en su abadía y en la región de Normandía, pero no sólo en Normandía, sino que la extendió a Inglaterra por influencia de su abadía. A este fin contribuyó también su obra, en la que destaca la Confessio theologica.

## Obras
Fray Guillermo Fraile destaca como notable autor de escritos espirituales y comentarios al Pseudo Agustín y obras atribuidas a san Anselmo, dentro de un periodo que fue calificado como pessimum por los contemporáneos.
- Fécamp, Jean de (1629).  Egmont, Cornelio ab, ed. Confessio theologica ex D. Augustini Confessionum et Meditationum libris pulchre collecta (en latín). Coloniae Agrippinae.